# Борщ-Компониец, Виталий Иванович
Вита́лий Ива́нович Борщ-Компони́ец (31 мая 1931 года – 25 января 2021 года) — советский и российский учёный-горняк, крупный специалист в области маркшейдерского дела и геомеханики породных массивов, профессор, доктор технических наук, лауреат Государственной премии СССР, почетный доктор Фрайбергской горной академии (Германия).

## Биография
В. И. Борщ-Компониец окончил Московский горный институт (сегодня – Горный институт НИТУ «МИСиС») в 1954 г. Трудовую деятельность начал в МГИ, где работал ассистентом, доцентом, профессором. В 1957 г. защитил кандидатскую, а в 1968 г.— докторскую диссертацию. В 1970 г. ему присвоено ученое звание профессора.
С 1976 по 2000 г. заведовал кафедрой геодезии и маркшейдерского дела Московского государственного геологоразведочного университета им. С. Орджоникидзе.

## Научная и педагогическая деятельность
В сферу научной деятельности В. И. Борщ-Компонийца входят маркшейдерское дело, геомеханика, физические процессы горного производства, технология подземной разработки рудных месторождений. Круг научных интересов и направлений отражает сложность решаемых им проблем по управлению сдвижением и горным давлением при подземной разработке рудных месторождений.
Одним из первых в стране В. И. Борщ-Компониец начал развивать представления о структурном ослаблении массива горных пород трещинами, о формах проявления этого явления в прочности и деформируемости целиков, в устойчивости кровли камер. В 1960-х годах под его руководством проводились пионерные работы по экспериментальному определению напряжений в трещиноватых скальных массивах методом разгрузки.
Наиболее весом вклад В. И. Борщ-Компонийца в развитие технологии и управление горным давлением при разработке Джезказганского месторождения. Под его руководством и при непосредственном участии экспериментально в натурных условиях доказан факт разгрузки междукамерных целиков от части веса налегающей толщи более жесткими барьерными и массивными целиками, выявлены процессы перераспределения горного давления при слоевой обработке мощных залежей, обоснован и исследован ряд механизмов проявления горного давления; внедрялись технология и методы управления горным давлением при разработке флексурных зон, мощных пологих залежей системами с закладкой.
Полученные закономерности ученый использовал при создании и обосновании новых методов управления горным давлением и способов разработки месторождений, защищенных десятками авторских свидетельств на изобретения. Внедрение новых технических решений В. И. Борщ-Компонийца в практику эксплуатации Джезказганского месторождения принесло экономический эффект свыше 10 млн руб.
В. И. Борщ-Компониец опубликовал около 200 научных работ по вопросам механики горных пород, разработки рудных и угольных месторождений, маркшейдерского дела. Многие его труды изданы за рубежом.
С 1973 г. был членом редколлегии «Горного журнала».

## Признание
В 1989 г. за цикл работ по созданию современных представлений о горном давлении и методов управления им при разработке рудных месторождений профессор В. И. Борщ-Компониец в составе коллектива авторов удостоен Государственной премии СССР в области науки и техники. В том же году ученый совет Фрайбергской горной академии, признавая большой вклад в развитие маркшейдерского дела и геомеханики, присвоил В. И. Борщ-Компонийцу звание почетного доктора ФГА.
Педагогическая и научная деятельность В. И. Борщ-Компонийца отмечена орденом «Дружба народов», знаком «Шахтерская слава», медалями.